# Sportinė aviacija

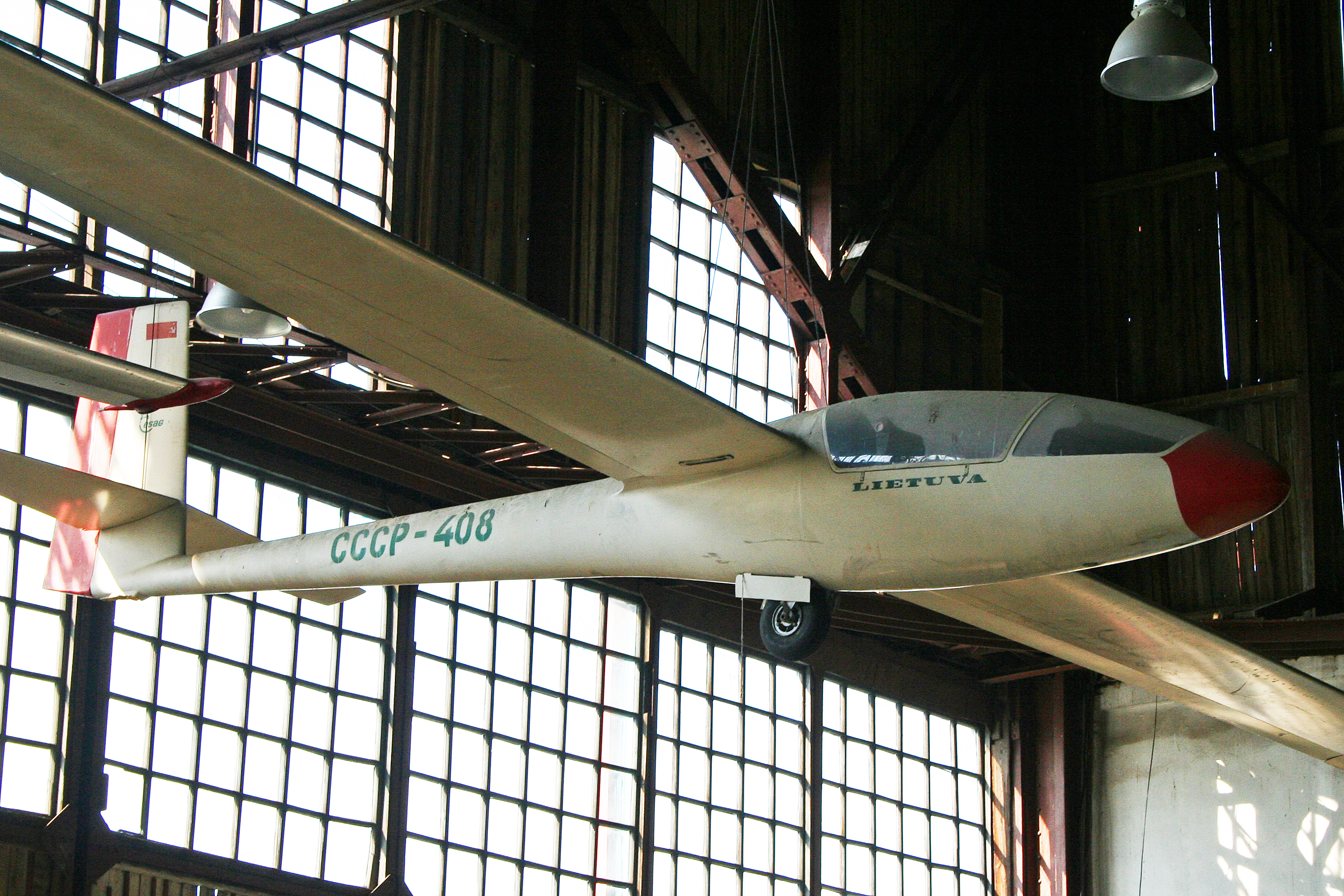
LAK–9 Lietuva szovjet lajstromjellel a monyinói repülőmúzeumban

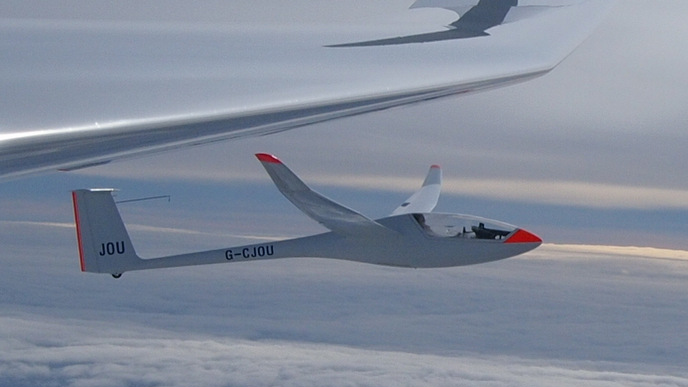
LAK–17 teljesítmény-vitorlázórepülőgép

Az UAB Sportinė aviacija ir Ko repülőgépgyár Litvániában, amely vitorlázó repülőgépeket és motoros vitorlázó repülőgépeket gyárt. Kaunas közelében, a Prienai járásban fekvő Pociūnai faluban található, az ottani sportrepülőtér mellett. A cég által gyártott vitorlázó repülőgépek a LAK típusjelzést használják.

## Története
1967-ben jött létre Kísérleti Sportrepülőgép Műhely (litvánul: Eksperimentinės sportinės aviacijos dirbtuvės, röviden ESAD) néven a vilniusi Fémvágógépek Kísérleti Kutatóintézetének részlegeként. A műhely 1969 tavaszán  Pociūnai faluba, egy ottani korábbi tejüzem felújított épületeibe költözött. A repülőgépgyártó műhely első terméke a Bronius Oškinis által tervezett BrO–11 faépítésű alapfokú kiképző vitorlázó repülőgép továbbfejlesztett, módosított változata, a BrO–11M Zylė volt, amelyből kb. 40 db-ot készítettek. A kezdeti években a cégnek 12 munkatársa volt, ez az 1970-es évek végére 40 főre nőtt. 1970. november 27-től a gyár igazgatója Vytautas Pakaraskas lett, és csatlakozott az üzemhez két repülőgép-tervező, Bronius Oškinis és Antanas Paknys is.
Az 1970-es évek elején kezdődött meg a nyílt osztályú teljesítmény-vitorlázórepülőgépek kifejlesztése Balys Karvelis vezetésével. Ennek az eredménye volt a BK–7 Lietuva teljesítmény-vitorlázó, amely üvegszál-erősítésű kompozit műanyagból készült. Ez később a Lietuva gépcsalád (LAK–9, LAK–10, LAK–12) alapja lett. 1972 májusában az üzemet átnevezték és a Kísérleti Sportrepülőgépgyár (Eksperimentinės sportinės aviacijos gamykla, röviden ESAG) nevet kapta.
1975-ben megjelent a BK–7 növelt teljesítményű változata, a BK–7A, amely nagyobb fesztávval rendelkezett és a siklószámot 43-ról 46-ra növelték. Majd a következő évben a cég elkészítette a BK–7B és BK–7C változatokat.
A cég az 1970-es évek második felétől kezdte használni a LAK típusjelzést, amely a litván Lietuviškos Aviacinės Konstrukcijos (litván repülőgép-konstrukció), illetve orosz Litovszkaja Aviacionnaja Konsztrukcija (Литовская Авиационная Конструкция) rövidítése.
1976-ban készült el a BK–7-n alapuló LAK–9 Lietuva teljesítmény-vitorlázórepülőgép, majd 1978-ban ennek javított változata, a LAK–9M Lietuva. 1979. december 21-én szállt fel először a Lietuva gépcsalád legfejlettebb tagja, a LAK–12 Lietuva, amely a repülőgépgyár legismertebb és legszélesebb körben elterjedt géptípusa lett. 1990-ig ez a típus tette ki a gyár termelésének a nagy részét, összesen 235 darabot építettek belőle.
A repülőgépgyártás mellett a cég az 1970-es évektől a csehszlovák L–13 Blaník fémépítésű vitorlázó repülőgépnek a Szovjetunióban és Bulgáriában üzemeltetett példányainak a nagyjavítását is végezte. Az L–13-t felhasználva speciális változatokat is készítettek. Az első, motoros változatú gép 1975-ben készült, és a LAK–6 típusjelzést kapta. Ennél a normál kivitelű L–13 orrába egy 68 LE-s, német gyártmányú Limbach L1700 négyhengeres boxermotort építettek. Ezt kísérleti repülőgépként használták a későbbi LAK motoros vitorlázó repülőgépek kifejlesztéséhez.  A másik átalakítás szintén egy kísérleti gép volt. Ennél két L–13 Blaníkot felhasználva készítettek egy kéttörzsű változatot, amelyet repülő laboratóriumként szárnyprofilok vizsgálatára használtak.
A cégnek az 1980-as években volt a legtöbb dolgozója, 1983-ban közel 600 fő dolgozott ott.
A repülőgépgyárat az 1990-es években privatizálták, ekkor a UAB Sportinė aviacija ir Ko nevet vette fel és zártkörűen működő részvénytársasággá alakult. Napjainkban 47 fő dolgozik a cégnél.
Az 1990-es évektől gyártották a 15–18 m-es osztályba tartozó LAK–17, a standard osztályú LAK–19 és a nyílt osztályú LAK–20 vitorlázó repülőgépeket. Az 1990-es évek közepén 27 darabot készítettek az amerikai tervezők által kifejlesztett, rendkívül rövid törzzsel rendelkező LAK Genesis 2 vitorlázó repülőgépből. Napjainkban a cég fő gyártmánya a LAK–17 normál és motoros változatai, valamint az ultrarövid szárnyú kategóriába (13,5 m-es) tartozó LAK–17 MINI, amely miniLAK-ként is ismert. A cég a termékei 90%-át exportra termeli. A vitorlázó repülőgépek mellett a cég vitorlázó-szállító pótkocsikat, és szélturbinákhoz turbinalapátokat is készít.